# Dirck Barendsz
Dirck Barendsz sau Theodor Barendszoon (n. 1534, Amsterdam, Țările de Jos Habsburgice⁠(d) – d. mai 1592, Amsterdam, Comitatul Olanda, Provinciile Unite) a fost un pictor renascentist neerlandez din Amsterdam, care a călătorit în Italia în tinerețe pentru a învăța de la maeștrii italieni, în special Tițian.

## Biografie
El a fost pregătit de tatăl său, un pictor cunoscut sub numele de Dooven Barent sau deaf Barent, iar în 1555, la vârsta de douăzeci și unu de ani, Barendsz a călătorit în Italia. În timpul șederii sale de șapte ani, Karel van Mander ne spune că a fost "îngrijit la sânul marelui Tițian".
A fost un mare prieten al lui Philip Van Marnix, pe care l-a cunoscut la Roma, și Dominic Lampsonius, cu care a corespondat în limba latină. A fost un bun muzician și cea mai notabilă lucrare a sa, printre numeroase alte lucrări pe care Van Mander le descrie că le-a pictat în Amsterdam, a fost Judith. Printre lucrările demne de menționat în Leiden, care i-au plăcut lui Van Mander, se număra o Venus care la vremea respectivă, în 1604, era în posesia lui Sybrandt Buyck (fiul ultimului primar catolic din Amsterdam, Joost Sijbrantsz Buyck). Van Mander enumeră în continuare o Masă și o lucrare de Crăciun aflată în posesia franciscanilor din Gouda și o copie a troniei de către Tițian, aflată în posesia lui Pieter Isaacsz (1569-1625), un pictor și distribuitor de artă din Amsterdam.

## Galerie

Triptic cu viața Mariei - Biserica Sfântului Ioan din Gouda
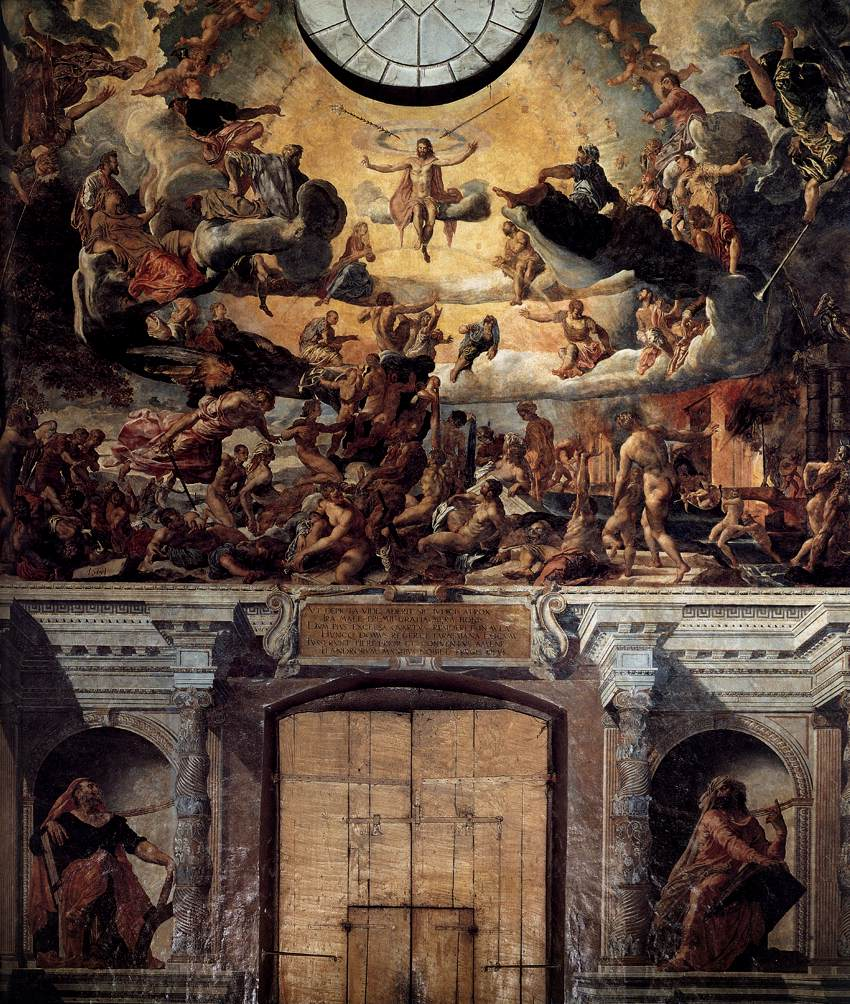
Ultima judecată, Abația benedictină, Fara in Sabina
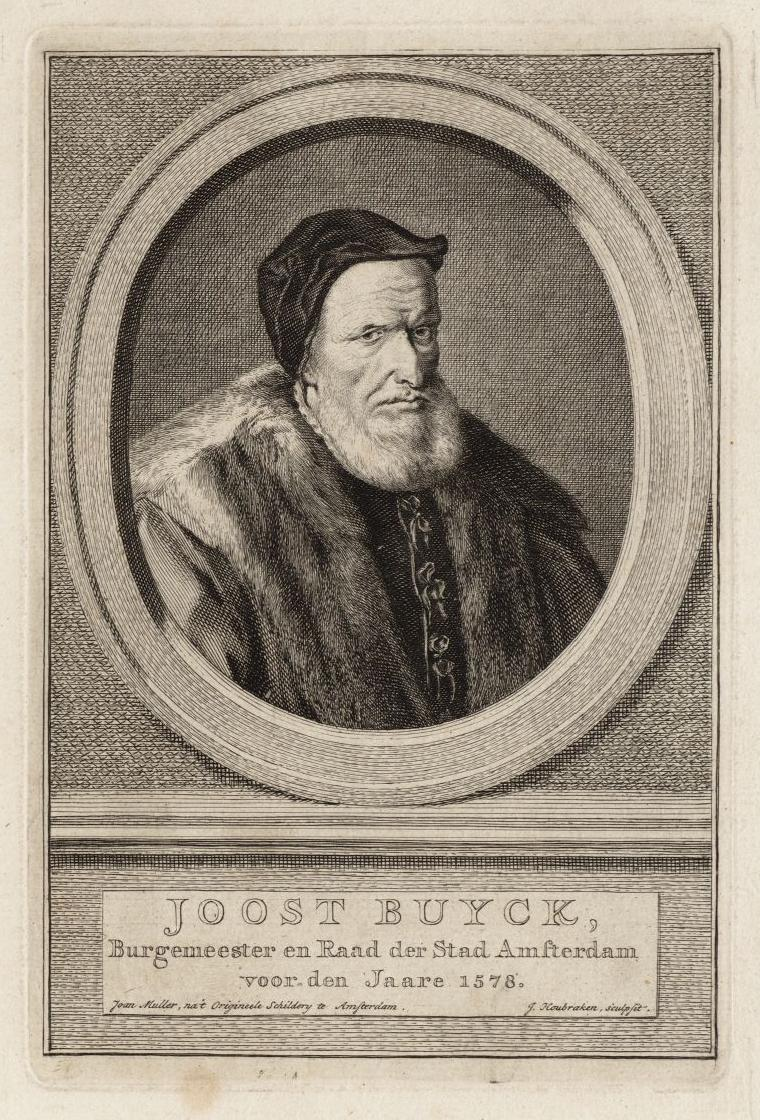
Portretul lui Joost Buyck (1505-1588) realizat de Jacobus Houbraken, după o copie a picturii lui Dirck Barentsz (pierdută încă de atunci)